# Bajandschawyn Damdindschaw
Bajandschawyn Damdindschaw (mongolisch Баянжавын Дамдинжав; * 9. November 1935 im Chöwsgöl-Aimag) ist ein früherer mongolischer Biathlet und Skilangläufer.
Damdindschaw gehörte zum 13 Sportler umfassenden Aufgebot der Mongolei, das 1964 erstmals an Olympischen Winterspielen teilnahm. Damdinjan startete über 30 Kilometer im Skilanglauf und platzierte sich direkt hinter seinen drei mongolischen Landsmännern auf dem 60. von 66 Plätzen. Im Biathlon-Einzel wurde er als bester Mongole 38. Als einer der stärkeren mongolischen Biathleten konnte sich Damdinjan nochmals für die Olympischen Winterspiele 1968 in Grenoble qualifizieren und belegte dort im Einzel erneut den 38. Rang. Dieser ist nicht nur aufgrund der höheren Teilnehmeranzahl nennenswert, sondern auch, weil er auch Vertreter weitaus stärker einzuschätzender Nationen wie der Bundesrepublik Deutschlands, Österreichs, Frankreichs und Polens hinter sich lassen konnte.